# 利子

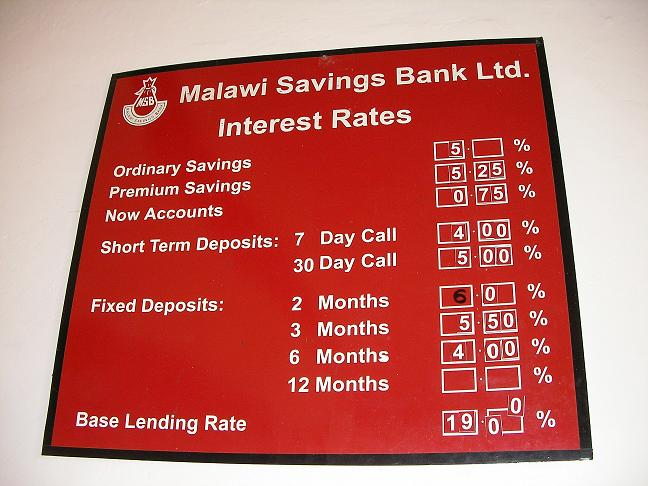
マラウイの銀行店頭での、預金口座と融資の金利を示した表示

利子（りし、英: interest）とは、貸借した金銭に対して一定利率で支払われる対価。
利息と同じ意味で使われるが、借りた場合に支払うものを利子、貸した場合に受け取るものを利息と使い分けることがある。また、銀行預金では利息と呼ぶ（ゆうちょ銀行では利子と呼ぶ）。法律用語としては利息を用いるのが通常である。
米の貸し借りの対価として支払われる「利子米（利米）」のように利子は金銭以外で支払われる場合もある。このような実物を対価とする利子を実物利子、金銭を対価とする利子を貨幣利子あるいは金利と呼ぶ。

## 概説

### 経済学上の定義
経済学的な定義では『将来時点における資金の、現在時点における相対的な価格』をいう。
もっとも、実際の金融取引における利子の本質については、上記の定義のように単に金銭の時間的な価値のみで説明するのではなく、それに加えて金融機関の提供するサービスの対価、債権の貸倒れに対する保証料ないしは保険料などが複雑に合成されたものと見ることもできる。ただ、サービスの対価も保険料も、時間が経過し「将来」となっていくことと密接であるため、金利と時間の関係は不可分である。
金利の高低は経済の景気動向を左右することがある。政府や中央銀行が政策金利を変更することによって基準金利を決定できる場合が多い。経済学的には、貨幣市場における価格に相当する。金融市場では、貨幣需要と貨幣供給が一致するように利子率が調整される。所得が増加すると貨幣需要が増加するが、貨幣供給量が一定である場合、利子率が上昇する。一方で所得が減少すると、貨幣需要は減少し利子率は低下する。
金利には、名目金利と実質金利が存在する。名目金利は、額面にかかる金利である。実質金利は名目金利から期待インフレ率を差し引いた分である。通常、名目金利は0%より下がらないのに対し、実質金利はマイナス金利をとることがあり得る。
ファイナンス理論においては、金利は、通常は、貨幣の時間的価値と信用リスクの対価としての性質を有するものと考えられる。理論的には、無リスク資産に付される金利は貨幣の時間的価値のみを反映したものである。

### 法学上の定義
法学上の定義では、流動資本たる金銭その他の代替物の使用の対価として、元本額と使用期間に比例して、一定利率をもって支払われる金銭その他の代替物を指す。
通常は消費貸借あるいは寄託に伴って約定されるが、売買代金の支払などについて約定されることもある。
時間に比例するという点で遅延損害金が「遅延利息」と称されることがあるが、それは利息ではなく履行遅滞による損害賠償である。
元本債権の存在しない終身定期金（民法第689条）、固定資本たる不代替物（土地・建物・機械）の使用の対価である地代・賃料、元本そのものの使用の対価である元本の償却金・分割払いの分割金・株式の配当は利息ではない。

### 基本概念
利子は金額を指す。利率（りりつ）または利子率（りしりつ）は元本（債券の額面）に対するある一定期間（通常は1年間）の利子の割合を指す。利回り（りまわり）は、投資金額に対する最終的な受取利息から年平均の利率を計算したものである。たとえば100万円を年利（=1年間の利率）5%で複利で5年間貸し出したときの利息は127万6282円となるので、利回りは約5.52%となる。
金利は金額と割合のどちらも指す。金額は「増」「減」で表し、割合は「高」「低」で表す。だから、利子が増えるとは言っても、利率が増えるとは言わない。同じく、利率が低いとは言っても、利子が低いとは言わない。

## 利息の形態と計算

### 単利と複利
利子の形態には大きく分けて単利と複利の2つの方法がある。
- 単利は、元本を変化させずに計算して利子を決める。
- 複利は、元本に利子を加えた金額を元に計算して次回の利子を決める。

元本をa、単位期間当たりの利率をpとすると、n回の単位期間を経て利子がついたときの元利合計は、単利の場合 {\displaystyle a(1+np)} となるのに対し複利の場合 {\displaystyle a(1+p)^{n}} となる。

### 実質年率、アドオン金利
借入金を複数回で返済するときの金利を考える場合、毎回の返済ごとに借入残高が減少するように扱う方法と計算上で借入残高を減少しないと扱う（仮定する）方法がある。前者を実質年率、後者をアドオン金利という。
以下に計算例を示す。
3万円を毎月1回ずつ3回で返済することにする場合。なお、毎回返済する元金は1万円ずつとする。
- 実質年率12%（=月利1%）の場合の利息

返済1回目、借入残高3万円×1%=300円、返済額10300円
返済2回目、借入残高2万円×1%=200円、返済額10200円
返済3回目、借入残高1万円×1%=100円、返済額10100円（完済）
利息の合計600円
- アドオン金利12%（=月利1%）の場合の利息

返済1回目、計算上の借入残高3万円×1%=300円、返済額10300円
返済2回目、計算上の借入残高3万円×1%=300円、返済額10300円
返済3回目、計算上の借入残高3万円×1%=300円、返済額10300円（完済）
利息の合計900円
金利の表記が同じであっても、アドオン金利の方が利息が高くなることがわかる。
(参考)元利均等払い
返済が定期複数回であるとき、毎回の返済額を定額にしたい場合、元本返済分と利息返済分の比率を都度変える方法。住宅ローンの返済に多く用いられる。
- 上記同様年利12%（=月利1%）の場合のシミュレーション(円未満四捨五入)

返済1回目、期間発生利息;借入残高30000円×1%=300円、返済額10201円(元本充当;10201円 - 300円 = 9901円); 元本残高30000円 - 9901円 = 20099円
返済2回目、期間発生利息;借入残高20099円×1%=201円、返済額10201円(元本充当;10201円 - 201円 = 10000円); 元本残高20099円 - 10000円 = 10099円
返済3回目、期間発生利息;借入残高10099円×1%=101円、返済額10200円(元本充当;10200円 - 101円 = 10099円) （完済）
利息の合計602円
一般に最終返済時、又は第1回返済時に端数調整が入り、定時返済額と異なる。

### 金利の表示方法
年利元金に対する1年間の利息の割合。この割合を12で除算（割る）とほぼ月利と同じ数値になる。単位は%である。
月利元金に対する1か月の利息の割合。この割合を28から31のいずれかの数値で除算（割る）とほぼ日歩と同じ数値になる。単位は%である。
月利(%) = 年利(%)/12　
日歩（ひぶ）元金100円に対する1日あたりの利息で金利を表したもの。単位は、銭（1/100円）、厘（1/10銭）、毛（1/10厘）である。
日歩（銭）＝年利(%)×100/365

### 計算式と日数の計算方法
最も単純な計算式は以下のとおりである。後述の「両端入れ」「片落ち」「両落ち」の数え方もあるため、借り入れた企業へ確認してから計算しないと、利息の金額が異なる結果が必然的に出てしまう。
- 借金残高 × 年利 ÷ 返済期間（1年間だったら12） ＝ 1か月の利息

（借金残高が下がれば、1か月の利息も下がる） 
- 借金残高 × 年利 ÷ 365日 × 借りた日数 ＝ 借りた日数だけかかる利息

（借りた日数が増えれば、利息も上がる） 
短期借入時の日割計算の際、3通りの数え方がある。
両端入れ（りょうはいれ）借入日と返済日の両方を日数として数える方法。
片落ち（かたおち）借入日から返済日のうち、借入日を計算からはずして数える方法。
両落ち（りょうおち）借入日から返済日のうち、借入日と返済日の両方を計算からはずして数える方法。
例えば、1月1日から同年の1月15日までの日数計算をそれぞれの方法で行うと、以下の表のようになる。
| 計算方法 | 日数   |
| -------- | ------ |
| 両端入れ | 15日間 |
| 片落ち   | 14日間 |
| 両落ち   | 13日間 |

民法の原則では、特約がなければ、初日不算入（本件で言う片落ち）となる。

## 利息の歴史
利子の歴史は貨幣の出現に先んじるとされる（貨幣はないため実物利子であった）。

ヨーロッパでは、中世を通じてカトリック教会によってキリスト教徒間の利子つき貸借は原則禁止されていたものの、貨幣経済が広く浸透した13世紀頃より徴利禁止の規定は次第に空文と化し、実態としては利子取得は一般的に行われるようになった。さらに16世紀には宗教改革の指導者の一人であるジャン・カルヴァンが5%の利子取得を認め、イギリスでは1545年にヘンリー8世が10％以内の利子取得を認める法令を発布した。これを皮切りとしてプロテスタント諸国では利子取得が是認されるようになった。17世紀の学者クラウディウス・サルマシウスは正当な利子を擁護する論文を書いた。産業革命による経済の活発化をみた19世紀前半には、カトリック教会も利子を容認するようになった。シルビオ・ゲゼルは金利が社会にもたらすさまざまな悪影響について考察し、自由貨幣と呼ばれる減価する貨幣の導入で金利を廃止しようとした。
「利子」は「単利」の場合のみ認めるが、「複利」（利子の額を元本に組み込んで計算する）の利子つき金融を認めない例もある（ローマ法以来、多くの立法例で複利計算は禁止されていた。日本民法においても、利息の元本繰り入れは、契約によることを要し、その旨の約定がなければ単利計算となる）。
複利計算に関しては、復古主義としてではなく、近年の脱資本主義的思想・運動からの疑義もある。マルグリット・ケネディはこのようなたとえを用いて複利計算の矛盾を問うている。
ヨゼフが息子キリストの誕生のとき（西暦1年か紀元前4年かは不詳）に、5%の利子で1プフェニヒ（100分の1マルク）を銀行に預けたとする。
彼が1990年に現れたとすると、地球と同じ重さの黄金の玉を、銀行から13億4000万個引き出すことができることになる。
利子そのものを禁じていない文化でも、高利に対する規制は厳しいことが多かった（例えば江戸幕府の開府当初は年率20%が上限。元文1年（1736年）には15%に引き下げられる）が、それに対する金融業者（高利貸）は、名目上は「利子」ではない「手数料」（これはイスラーム圏でヒヤルと呼ばれるものに似ている）ということにして、取り立てていた。天保13年（1842年）の法令では法定利率が年率12%に引き下げられ、礼金・筆墨料などの名目で利子を余分に取ることなどが禁じられたが、「禁じられた」ということは、少なくともそれまで江戸の金融業者たちは、法定利率以上に徴収して利益を得ていたということが分かる。

### 日本
律令体制の下では、国家による金融として出挙が行われた。当時、租という税として納められた米は、神への捧げものとして保管され、百姓が困窮した際に貸し与えられた。そして、収穫後には神への返礼として、借りた分よりも多い米を、神に返さなければならないとされた。そのため、日本では古い時代から利子を取ることはタブー視されなかった。
中世日本では、国家に代って、日吉神社や熊野三山などの寺社勢力などが金融を営み、米や銭の貸し付けを行った。本来金融は、古代の出挙以来、神仏へ捧げられたものを貸し付ける行為とされた。その為、中世初期には、俗人は金融に関わることができず、神仏に直属する者が行っていた。しかし、中世における貨幣経済の発展に伴い、金融は寺社勢力のみならず俗人も担うようになり、借上や土倉という金融業者が現れた。
単に借金の棒引きとイコールで捉えられることの多い、日本史で登場する「徳政令」であるが、基本的には「利息がついている契約」のみが対象であった。借金の返せない民が増え、徳政令の出番となるのは、多くの場合「元本を返済する能力があったとしても利子（鎌倉時代当時の言葉で「利平（りひょう）」と言った）が膨らんでしまう」ためであった。鎌倉時代末期には政治の行き詰まりが起こり、蒙古襲来による戦いにおいて土地も得られなかったために「御恩と奉公」を幕府の方針としたものの、土地が得られないことから借金が増大した。借金が増大したため徳政令を発布するが、結局土地の問題の解決に至らず幕府に対する反感が強まった。後の鎌倉幕府崩壊への道にもつながっていく。

### ヨーロッパ
古代ギリシアの海上交易においても利子を伴う貸付は広く行われていたが、当時から利子は問題視されていた。アリストテレスはその著書『政治学』の中で、「貨幣が貨幣を生むことは自然に反している」（『政治学』1巻10章）と述べている。
古代ヘブライ人は徴利を禁じ、ヘブライ聖書に遺されたその掟は、同じく旧約聖書を聖典とするキリスト教徒にも影響を与えた。例えば旧約聖書には「あなたのところにいる貧しい者に金を貸すなら（中略）利息を取ってはならない」 （出エジプト記22:25）、「金銭の利息であれ、食物の利息であれ、すべて利息をつけて貸すことのできるものの利息を、あなたの同胞から取ってはならない」（申命記23:19）、「あなたの兄弟（中略）から利子も利息も取ってはならない」（レビ記25:35-37）と記されており、詩篇15は、利子を取らずに貸す者を「主の幕屋に宿るべき人」と称えている。
また、新約聖書の「あなたがたは、敵を愛し、人によくしてやり、また何も当てにしないで貸してやれ」（ルカ6:34-35）、すなわち利得を期待せずに無償で貸すべきであるという教えは中世キリスト教において重んじられた。キリスト教の初期の宗教会議、例えば325年のニカイア公会議では聖職者による徴利が禁じられ、中世前期にはクリシー公会議（626年）やカール大帝の「一般訓令」（789年）によってこの禁止は一般信徒にも適用された。徴利禁止は12世紀以来の教会法に組み込まれた。13世紀にはこの禁を犯した者は破門に処すべきとされた。「高利貸は神の所有物である時間を売っているのであって、他人の財産を売りさばく盗みに等しい行為だ」といった理屈は当時の人々の常套句であった。
トマス・アクィナスはアリストテレスにならって「金は金を生まず」と述べ、金銭消費貸借において、貨幣本来の用途から逸脱して金銭そのものから代価を得ることは不正であるとみなした。一部の修道院はさまざまな形態の貸付を行い、中でも譲渡抵当、すなわち土地を担保としてそこから得られる収益を地代として貸付者に支払うという仕組みの貸借が多かったが、12世紀末には譲渡抵当を禁じる教令が発布された。他方、ローマ法や中世初期のゲルマン法では年利12%の利子取得が認められており、13世紀には33.5％が上限とされていた。
旧約聖書は「貧者」と「同胞」への利子を禁じているが、申命記23章20節では異邦人からは利息を取ってもよいと明言しており、中世のユダヤ人にとっては異邦人たるキリスト教徒から利子を徴収してもトーラーの教えに違反しなかった。中世ヨーロッパでは12世紀まで、ユダヤ人（および、前述のようにキリスト教の修道院）が消費のための利子付貸付の大部分を担っており、ユダヤ人は高利貸のイメージに結びつけられた。当時のユダヤ人は、農業や職工といった生産活動に従事することを徐々に制限されつつあり、狭い地域の人々を相手に利子付の消費貸借契約を行う金貸しや質屋へと転じた（後には近世の商品経済の発展につれて、広域商取引に乗り出すユダヤ人も現れ、諸侯に資金を提供する宮廷ユダヤ人は銀行家へと成長していった）。キリスト教徒の高利貸は教会法廷の管轄とされたため、世俗の裁判所に引き渡される場合を除き、過酷な刑罰が科せられたわけではなかったが、ユダヤ人と外国人の高利貸は世俗裁判所の管轄とされた。13世紀のフランス王はユダヤ人高利貸に対して過酷な法令を発布してこれを抑圧した。
中世のカトリック教会が禁じた徴利はラテン語で「ウスラ」 (usura) と呼ばれる。アンブロシウスが「ウスラとは与える以上に受け取ること」と述べたように、本来は、利率の高低の別なくあらゆる利息（ラテン語: faenus）はウスラであった。しかし教会による原則的かつ全面的なウスラの禁止は文面上のものにとどまり、実際に断罪されたのは度を越した高利貸のみであった。12世紀以降、徴利が教会法の禁止条項に盛り込まれたり、スコラ学の論題となったことは、教会の懸念の表れであり、現実には利子取得が信徒間に蔓延するようになったという事実を反映していた。
経済活動が活発になってくると、利子を取るためのさまざまな抜け道が用いられるようになった。たとえば、利息分を加算した額を貸借証書にあらかじめ記載しておく、土地の売買の差額を利子として徴収する、などの偽装的な利子徴収のやり方があった。聖地巡礼者や貿易商に対して国際的な金融サービスを提供したテンプル騎士団は、十字軍やフランス王室にも融資を行い、利子の代わりに地代 (rent) を請求した（換言すれば、地代という名目で利子を取った）。やがて商業の発展とともに、キリスト教徒の商人の中から大規模な金融活動を行う銀行業者が現れた。貿易商にして両替商であるかれらは後期中世のイタリアの諸都市で大々的に金融を支え、中でもメディチ家はローマ教皇庁御用商人として財をなし、教皇庁の財政を担うまでになり、多くの芸術家を支援してイタリア・ルネサンスの発展に寄与した。13世紀に登場した新しい両替商たちは、それ以前の「金貸し」が封建領主などの「消費」のために活動したのに対し、市民から集めた資本を、貿易商人たちの商品購入資金や、工場主たちの設備投資のために、つまり「生産」と「流通」を対象に信用貸しを行った。北イタリアの金融業者はロンバルディア人と呼ばれ、カオール人と並ぶ高利貸の代名詞となった。
こうしたキリスト教徒の金融業が幅を利かせるようになった現実への対処として、スコラ学では利子取得を許容するいくつかの条件が規定された。例えば、返済が遅延したことによって生じる損害の賠償という名目で利子を徴収することはウスラではなく合法とされた（ラテン語の interesse は名詞化して損害賠償金の意味で用いられるようになり、利子を意味する英語の interest の語源となった）。両替商の外国為替を通じた取引においては、利子に相当する差益が生じたが、これはあくまで貨幣の交換であって禁じられた徴利ではないと神学者たちは弁護した。このように、不当な利子であるウスラと正当な利子との区別を設けることによって、徴利の禁止は事実上緩和された。かくしてウスラは「法外な利子＝高利」という意味を帯びるようになった。ローマ教皇庁も、税金や給料を払うための「補償金」という名目において、利子を取る金融を事実上認めることとなった。フランシスコ会が貧者救済を目的に15世紀に開設した公益質屋（モンテ・ディ・ピエタ）も無利子ではなく、のちにモンテ・ディ・ピエタの利子取得は第5ラテラノ公会議（1512年-1517年）で公認された。こうして中世末期までには、建前では禁じられていた利息つきの金銭貸借が現実には人目を避けずに行われるようになった。

### 朝鮮半島
朝鮮半島では李氏朝鮮時代の初期より内需司の長利所が農民に貸し出しを行い年50％の利子をとっていた。なお「長利」は『年5割の利子』を指す。成宗の治世中に560か所の長利所を235か所に縮小した。

## 利息と経済

### 経済と金利
資本主義社会においては経済活動に金融は不可欠であり、その利率は経済の動きに密接に関わっている。金利水準は一般の財・サービスと同様、需要と供給で決められる。一般的には好況時には資金需要が増加するため金利は上昇、不況時にはその逆で、金利は下降する。
金利は大きく短期金利と長期金利に分けられる。1年未満の貸出に対する金利を短期金利といい、銀行間取引市場、国庫短期証券、譲渡性預金（CD）などがあり、銀行預金利率の目安にもなっている。1年以上の金利は長期金利といい、新発10年物国債の利回りなどが指標となっており、住宅ローンや企業融資における金利の目安ともなっている。長期金利は短期金利より変動リスクの分高くなっていることが多く、将来の物価変動や経済の先行きなどが影響を与える。
短期金利は中央銀行によって誘導可能であるため、政策金利として扱われている。金融政策において政策金利の設定は非常に重要な位置を占めている。
一般に、金利が低ければ預金のメリットは低くなり、低利で融資を受けることができるので、投資が増えやすくなる。海外の投資家からみると金利の低い通貨を保有するメリットは少ないため通貨の価値は相対的に下がり、輸出が増え輸入が減る傾向になる。投資の活発化により景気が向上した場合に、投資対象として通貨が上がる場合や将来のインフレ率が高まると予想されて長期金利が上がる場合もある。
反対に、金利が高くなると、預金のメリットが高まり、融資を受けて事業に投資するリスクが高くなるので、投資が増えにくくなる。海外の投資家からみると金利の高い通貨を保有するメリットが多いため通貨の価値は相対的に上がり、輸出が減り輸入が増える傾向になる。そのため過熱した景気を冷ます効果が期待される。
このような関係から、政策金利を引き下げる政策は緩和、引き上げる政策は引き締めと呼ばれる。
なお、金利（利子率）と国民所得の関係を記述するのに、IS-LM分析が用いられる。
|            | 金利         | 金利       |
| 上昇要因   | 低下要因     |            |
| ---------- | ------------ | ---------- |
| 景気       | 好況         | 不況       |
| 通貨供給量 | 減少         | 増加       |
| 物価       | インフレ予想 | デフレ予想 |
| 国債発行高 | 増加         | 減少       |
| 為替レート | 通貨安       | 通貨高     |
| 金融政策   | 引き締め     | 緩和       |

### 連続複利と元利合計
元本をa、年利をpとする。
- まず、預金期間n年、年利pとし、預金期間後の元利合計を考える。

元利合計は、
{\displaystyle a(1+p)^{n}}
- 付利期間を1/2年（半年毎）とし、各期の利率をp/2にしてみる。預金期間n年の元利合計は、

{\displaystyle a((1+p/2)(1+p/2))^{n}=a\left(1+{p \over 2}\right)^{2n}}
- 同様に付利期間を1/3年（4か月毎）、各期の利率p/3の預金期間n年の元利合計は

{\displaystyle a((1+p/3)(1+p/3)(1+p/3))^{n}=a\left(1+{p \over 3}\right)^{3n}}
- 同様に付利期間を1/k年、各期の利率p/kの預金期間n年の元利合計は

{\displaystyle a\left(1+{p \over k}\right)^{kn}}
{\displaystyle {k \over p}=K}とおくと、この式は以下の形となる。
{\displaystyle a\left(1+{1 \over K}\right)^{npK}}
- ここで、分割期間を無限にする、即ちkを無限に大きくする。このとき、Kもまた無限に大きくなるため次式が成立する。

{\displaystyle a\lim _{K\rightarrow \infty }\left(1+{1 \over K}\right)^{Knp}=ae^{np}}
以上の過程で得られた、元本a、金利pである金融の預金期間nにおける元利合計の計算式{\displaystyle ae^{np}}を連続複利式などと呼ぶ。付利は、法令や契約によるため、このような金利が形成されることは、まず考えられないが、離散式である金利計算式を連続式にすることにより、解析学的考察が可能となるため、数理ファイナンスの分野において、よく使用される式である。なおネイピア数（自然対数の底、{\displaystyle e}で表される）は、17世紀のスイス人数学者ヤコブ・ベルヌーイが利子の複利計算において言及したのが初めてのものである。

## 利息と法律

### 私法上の利息とその制限

#### 利息債権
利息債権とは、元本債権に基づいて借主から貸主に対して利息を給付することを目的とする債権をいう。利息債権は基本的利息債権と支分的利息債権とに分けられる。
基本的利息債権とは、元本債権に基づいての存在を前提としてその存続期間全体を通して一定利率の利息を生じさせる利息債権をいう。基本的利息債権は元本債権に対して付従性を有するので、基本的利息債権は元本債権と共に成立・移転・消滅する（成立につき大判大6・2・14民録23輯158頁、移転につき大判大10・11・15民録27輯1959頁、消滅につき東京控判大5・7・29評論5巻商法670）。
支分的利息債権とは、基本的利息債権に基づいて一定期ごとに生じる一定利率の利息を支払うことを内容とする利息債権をいう。支分的利息債権のうち既に発生して具体化しているものについては移転・消滅につき独立性を有し、それぞれ元本債権から切り離して譲渡することができ、元本債権とは別個に弁済によりあるいは消滅時効にかかって消滅する。

#### 約定利息と法定利息
約定利息（やくじょうりそく）とは当事者の特約によって生じる利息をいう。約定利息の利率は制限利息の範囲内で定めることができるが、利息を付す旨が定められているにもかかわらず利率の定めがない場合には法律に定める法定利率による（大判明29・4・14民録2輯4巻57頁）。
法定利息（ほうていりそく）とは法律上の規定に基づいて生じる利息をいう。法定利息を付す場合には以下の場合があり、法定利息の利率は原則として法定利率による。
1. 連帯債務者間の求償（弁済その他免責があった日以後の法定利息、民法第442条2項）
2. 委託を受けた保証人の求償（民法第459条2項、民法第442条2項）
3. 契約解除における金銭の返還（受領時からの利息、民法第545条2項）
4. 売買契約における買主の利息支払義務（民法第575条2項）
5. 委任契約における受任者の金銭の消費についての責任（民法第647条）
6. 委任契約における受任者による費用等の償還請求（民法第650条1項）
7. 寄託契約における受寄者への委任の規定の準用（民法第665条）
8. 組合契約における業務執行組合員への委任の規定の準用（民法第671条）
9. 事務管理における委任の規定の準用（民法第701条）
10. 不当利得における悪意の受益者の返還義務（民法第704条）
11. 後見における後見人の被後見人への返還金及び被後見人から後見人への返還金等（民法第704条）
12. 財産分離の請求後の相続人による管理への委任の規定の準用（民法第944条2項、民法第650条1項）
13. 遺言執行者への委任の規定の準用（民法第1012条2項、民法第650条1項）
14. 商人間における金銭消費貸借（商法第513条1項・2項）
15. 交互計算における債権者の利息請求権（商法第533条）
16. 供託法上の供託金（供託法3条）

なお、金銭債務の債務不履行（民法第419条1項）や組合契約における金銭出資の不履行の責任（民法第669条）における遅延損害金（遅延利息）は、厳密には利息ではなく履行遅滞による損害賠償である。ただ、これらについても法定利率（約定利率の場合もある）の適用がある（民法第419条1項、民法第669条）。

#### 約定利率と法定利率
当事者間の契約または慣習によって定められる利率を約定利率という。
法律上利息を付すものとされている場合や契約において利息を付す旨が定められているにもかかわらず利率の定めがない場合には、法律に定める法定利率（ほうていりりつ）によることになる。
- 法定利率
  - 2017年改正の民法（2020年4月1日法律施行）で3年ごとに法定利率を見直す変動制が導入される[24]。また、2017年の法改正（2020年4月1日法律施行）により従来の民事法定利率（年五分、民法の旧404条）と商事法定利率（年六分、商法の旧514条）の区別は廃止される[24]。
  - 法定利率は年3%である（変動制導入時の法定利率。民法404条2項）。その後、法定利率は、法務省令で定めるところにより、3年を一期とし、一期ごとに変動する制度となる（民法404条3項、2020年4月1日法律施行）。2023年からの期については、当期の基準割合が0.5%とされたことから（令和4年3月30日法務省告示第64号）、変動が1%未満のため2023年4月1日から3年間の法定利率は前期から変動なく年3%のままとなる[25]。
  - 2017年改正の民法で変動制が導入されるのに伴い、いつの法定利息を適用するか明確にするための規定が設けられた（2020年4月1日法律施行）[24]。
    - 利息を生ずべき債権について別段の意思表示がないときは、その利率は、その利息が生じた最初の時点における法定利率による（民法404条1項）。
    - 金銭の給付を目的とする債務の不履行については、その損害賠償の額は、債務者が遅滞の責任を負った最初の時点における法定利率によって定める。ただし、約定利率が法定利率を超えるときは、約定利率による（民法419条1項）。

  - なお、施行日前に利息が生じた場合におけるその利息を生ずべき債権に係る法定利率については、新法404条の規定にかかわらず、なお従前の例による（平成29年の民法改正附則15条1項）。
- 供託金利息
供託金利息は年0.012%である（供託法3条、供託規則33条1項、2019年10月1日現在[26]）。

#### 制限利息
法律によって請求または受領しうるとされる利息の上限をいう。借り入れの際には、借り手は多少高い利息を支払ってでも借り入れをしようとすることが多いが、あまりに高い利率の定めがなされると借り手の生活を破壊する危険があるため、契約自由の原則の例外として規定されている。
日本法上は基本的には利息制限法によって規定されており、元本が10万円未満の場合は年20%、10万円以上100万円未満の場合は年18%、100万円以上の場合は年15%、延滞の損害金は、この1.46倍までが認められる。これを超える部分について借り手は支払いの義務はないが、貸し手が罰せられることもない（但し、下記出資法の上限金利を上回っていれば、出資法違反で罰せられる）。
利息制限法の他に出資法による規制があり、金融業者は年29.2%（うるう年は29.28%とし、1日あたり0.08%）以上、金融業者以外は年109.5%（うるう年は109.8%とし、1日あたり0.3%）以上の利息を受領する行為には罰則が科される。
利息制限法の利率上限を越えて出資法の定める利率までについては、貸金業法43条（いわゆる「みなし弁済」規定）の規定するところにより、借り手が任意に支払いをなした場合には貸し手はこれを有効に受領することが出来る。多くの消費者金融がこのみなし弁済規定を利用して29%程度の利息を得ている。借り手は自己に支払い義務がないことを知らないのが通常であることから、この部分をグレーゾーンであると評し、出資法上限金利を利息制限法上限金利と同水準に引き下げるなど、より明快になるよう法改正を求める意見もあり、金融庁の「貸金業制度等に関する懇談会」で議論されている。また、利息制限法の上限金利を上回る返済をした借り手が、過払い金の返還を求める訴訟を、各地で起こしている。
ただし手形売買は、融資に該当しないため、実質的な高利は存在している。

### 税法上の取扱い

#### 個人の利子
所得税法上の利子所得とは、公社債及び預貯金の利子、合同運用信託、公社債投資信託及び公募公社債等運用投資信託の収益の分配（利子等という。）に係る所得とされる（所得税法23条）。これらは、通常租税特別措置法により総合課税の対象から除かれ、その支払者である金融機関において国税15.315%、地方税5%の源泉徴収等を受けて課税関係が終了する源泉分離課税と、確定申告が可能な申告分離課税がある。
一方、上記に含まれない利子（貸金から得る利子や学校債から得られる利子など）は、雑所得や事業所得に分類されることとなる。

#### 法人の利子
法人においては、上記「利子等」に係る手取額は源泉徴収後（国税のみ）の税引後所得となる。例えば、利子の総額は100であるが、源泉徴収により手取額は84.685となる。これは法人税法上次のいずれかの方法で処理することが認められている（会計上は、純額表示と総額表示のいずれによっても構わない）。
1. 手取額そのままを所得とする方法（税額の損金算入方式）:所得84.685
2. 手取額に源泉徴収税額を加算した金額を所得とし、その源泉徴収税額を法人税額から控除する方式（所得税額控除方式）:所得100、法人税額から15.315を控除

一方、その他の利子は、単純に益金（所得）となる。